# Landkreis Usingen
Der Landkreis Usingen war ein Kreis in Hessen, der mit einer kurzen Unterbrechung in den 1930er Jahren zwischen dem 1. April 1886 und dem 1. August 1972 bestand. Seine Kreisstadt war Usingen.

## Geographie

### Heutige Gemeinden
Der Landkreis Usingen umfasste im Wesentlichen das Gebiet der heutigen Städte Neu-Anspach und Usingen sowie der heutigen Gemeinden Grävenwiesbach, Schmitten im Taunus, Waldems, Wehrheim und Weilrod.

### Nachbarkreise
Der Landkreis grenzte Anfang 1972, im Nordwesten beginnend im Uhrzeigersinn, an den Oberlahnkreis, die Landkreise Wetzlar und Friedberg, den Obertaunuskreis, den Main-Taunus-Kreis, den Untertaunuskreis und den Landkreis Limburg.

## Geschichte
Vorgänger des Kreises Usingen war das Amt Usingen. Dieses erfuhr im Laufe der Zeit steigende Bedeutung. 1667 wurde das Amt Altweilnau, 1729 das Amt Stockheim in das Amt Usingen eingegliedert. 1810 kam Reifenberg hinzu, 1814 das Amt Cleeberg, das aus dem Amt Wehrheim und dem Amt Kransberg gebildet worden war. Das Amt Usingen umfasste um die Mitte des 19. Jahrhunderts alle zum späteren Kreis Usingen gehörenden Orte sowie Ober- und Niederreifenberg.

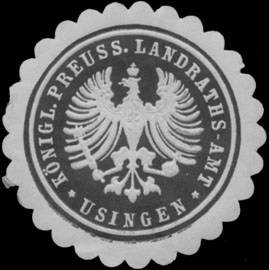
Siegelmarke des Königlich Preußischen Landratsamtes

Der Kreis Usingen wurde durch die neue Kreisordnung für die Provinz Hessen-Nassau zum 1. April 1886 gebildet. Er war Teil des Regierungsbezirks Wiesbaden und setzte sich zusammen aus
- den 46 Gemeinden des Amtes Usingen, die seit 1867 zum Obertaunuskreis gehörten
- den beiden Gemeinden Niederreifenberg und Oberreifenberg aus dem Amt Königstein, die seit 1867 zum Obertaunuskreis gehörten sowie
- den fünf Gemeinden Niederems, Oberems, Reichenbach, Steinfischbach und Wüstems aus dem Amt Idstein, die seit 1867 zum Untertaunuskreis gehörten.

Der erste Landrat des Kreises Usingen war August Beckmann. 1918, nach dem Ende des Ersten Weltkrieges, entstand rund um Königstein der Kreis Königstein, dem aus dem Kreis Usingen die sechs Gemeinden Niederems, Oberems, Niederreifenberg, Oberreifenberg, Seelenberg und Wüstems zugeordnet wurden. Niederreifenberg, Oberems und Oberreifenberg kehrten im Rahmen der Neuordnung der Kreise im Rhein-Main-Gebiet am 1. Oktober 1928 nicht in den Kreis Usingen zurück, sondern kamen zum neuen Main-Taunus-Kreis.
Im Zuge einer preußischen Verwaltungsreform wurde der Kreis Usingen am 1. Oktober 1932 aufgelöst:
- Haintchen und Hasselbach kamen zum Landkreis Limburg.
- Emmershausen, Gemünden, Heinzenberg, Mönstadt und Winden kamen zum Oberlahnkreis.
- Niederems, Reichenbach, Steinfischbach und Wüstems kamen zum Untertaunuskreis.
- Brandoberndorf, Cleeberg, Espa, Hasselborn und Weiperfelden kamen zum Landkreis Wetzlar.
- Alle übrigen Gemeinden kamen zum Obertaunuskreis.

Aufgrund eines Wahlversprechens der NSDAP wurde der Landkreis Usingen nach Hitlers „Machtergreifung“ am 1. Oktober 1933 wiedererrichtet, allerdings nicht im alten Umfang. Die 1932 zu den Landkreisen Limburg und Wetzlar gelangten sieben Gemeinden kehrten nicht in den Landkreis Usingen zurück, dem nunmehr 43 Gemeinden angehörten.
Im Rahmen der Gebietsreform in Hessen wurde die Zahl der Gemeinden des Landkreises durch eine Reihe von Zusammenschlüssen zwischen Dezember 1970 und Juni 1972 auf 21 verringert.
Am 1. August 1972 ging der Landkreis Usingen bis auf die Gemeinden Niederems, Reichenbach, Steinfischbach und Wüstems, die zur Gemeinde Waldems im Untertaunuskreis kamen, im neuen Hochtaunuskreis auf. Zum Hochtaunuskreis kamen außerdem noch der größte Teil des Obertaunuskreises, die Gemeinden Ober-Eschbach, Ober-Erlenbach und Burgholzhausen vor der Höhe aus dem Landkreis Friedberg, die Gemeinden Glashütten und Reifenberg aus dem Main-Taunus-Kreis sowie die Gemeinde Hasselbach aus dem Landkreis Limburg. Gleichzeitig wurden am 1. August 1972 auch noch weitere Gemeinden zusammengeschlossen.

## Einwohnerentwicklung
| Jahr | Einwohner | Quelle |
| ---- | --------- | ------ |
| 1890 | 21.534    | [ 3 ]  |
| 1900 | 21.661    | [ 3 ]  |
| 1910 | 23.648    | [ 3 ]  |
| 1925 | 23.847    | [ 3 ]  |
| 1933 | 19.474    | [ 3 ]  |
| 1939 | 19.023    | [ 3 ]  |
| 1950 | 27.268    | [ 3 ]  |
| 1960 | 27.700    | [ 3 ]  |
| 1970 | 32.200    | [ 6 ]  |
| 1971 | 33.900    | [ 7 ]  |

## Politik

### Landratsamt
Als Landratsamt wurde das Prinzenpalais in der Obergasse genutzt.

### Landräte
| Von  | Bis  | Name                    |
| ---- | ---- | ----------------------- |
| 1886 | 1914 | August Beckmann         |
| 1914 | 1915 | Georg Albert Bacmeister |
| 1915 | 1921 | Oskar von Bezold        |
| 1921 | 1929 | Siegfried von Campe     |
| 1929 | 1932 | Hans Otto Glahn         |
| 1933 | 1937 | Hans Lommel             |
| 1937 | 1940 | Wolfgang von Hessen     |
| 1940 | 1945 | Walter Heyse            |
| 1945 | 1946 | Heinrich Schneider      |
| 1946 | 1948 | Heinrich Müller         |
| 1948 | 1952 | August Roesener         |
| 1952 | 1966 | Heinrich Müller         |
| 1966 | 1972 | Rudolf Thierbach        |

Der letzte Landrat vor der Vereinigung zum Hochtaunuskreis war Rudolf Thierbach. Nach der Kreisreform wurde Werner Herr, der letzte Landrat des Obertaunuskreises, erster Landrat des Hochtaunuskreises.

### Wappen
Im August 1951 wurde dem Landkreis Usingen durch das Hessische Staatsministerium das Recht zur Führung eines Wappens verliehen.

## Gemeinden
Die folgende Liste enthält alle Gemeinden, die dem Landkreis Usingen angehörten, sowie die Daten aller Eingemeindungen und Kreiswechsel.
| Gemeinde            | eingemeindet nach          | Datum der Eingemeindung | Anmerkung                    |
| ------------------- | -------------------------- | ----------------------- | ---------------------------- |
| Altweilnau          | Weilnau                    | 1. Dezember 1970        |                              |
| Anspach             | Neu-Anspach                | 1. Dezember 1970        |                              |
| Arnoldshain         | Schmitten im Taunus        | 1. August 1972          |                              |
| Brandoberndorf      | Zum Landkreis Wetzlar      | 1. Oktober 1932         |                              |
| Brombach            | Schmitten im Taunus        | 1. April 1972           |                              |
| Cleeberg            | Zum Landkreis Wetzlar      | 1. Oktober 1932         |                              |
| Cratzenbach         | Rod an der Weil            | 31. Dezember 1971       |                              |
| Dorfweil            | Schmitten im Taunus        | 1. August 1972          |                              |
| Emmershausen        | Weilrod                    | 1. August 1972          | 1932/33 im Oberlahnkreis     |
| Eschbach            | Usingen                    | 1. August 1972          |                              |
| Espa                | Zum Landkreis Wetzlar      | 1. Oktober 1932         |                              |
| Finsternthal        | Weilnau                    | 1. Dezember 1970        |                              |
| Gemünden            | Rod an der Weil            | 31. Dezember 1971       | 1932/33 im Oberlahnkreis     |
| Grävenwiesbach      |                            |                         |                              |
| Haintchen           | Zum Landkreis Limburg      | 1. Oktober 1932         |                              |
| Hasselbach          | Zum Landkreis Limburg      | 1. Oktober 1932         |                              |
| Hasselborn          | Zum Landkreis Wetzlar      | 1. Oktober 1932         |                              |
| Hausen-Arnsbach     | Neu-Anspach                | 1. Dezember 1970        |                              |
| Heinzenberg         | Grävenwiesbach             | 31. Dezember 1971       | 1932/33 im Oberlahnkreis     |
| Hundstadt           | Grävenwiesbach             | 31. Dezember 1971       |                              |
| Hunoldstal          | Schmitten im Taunus        | 1. April 1972           |                              |
| Kransberg           | Usingen                    | 31. Dezember 1971       |                              |
| Laubach             | Grävenwiesbach             | 31. Dezember 1971       |                              |
| Mauloff             | Weilnau                    | 1. Dezember 1970        |                              |
| Merzhausen          | Usingen                    | 1. August 1972          |                              |
| Michelbach          | Usingen                    | 31. Dezember 1971       |                              |
| Mönstadt            | Grävenwiesbach             | 31. Dezember 1971       | 1932/33 im Oberlahnkreis     |
| Naunstadt           | Grävenwiesbach             | 31. Dezember 1971       |                              |
| Neu-Anspach         |                            |                         | Gründung am 1. Dezember 1970 |
| Neuweilnau          | Weilnau                    | 1. Dezember 1970        |                              |
| Niederems           | Waldems (Untertaunuskreis) | 1. August 1972          | 1932/33 im Untertaunuskreis  |
| Niederlauken        | Weilrod                    | 1. August 1972          |                              |
| Niederreifenberg    | Zum Main-Taunus-Kreis      | 1. Oktober 1928         |                              |
| Oberems             | Zum Main-Taunus-Kreis      | 1. Oktober 1928         |                              |
| Oberlauken          | Weilrod                    | 1. August 1972          |                              |
| Obernhain           | Wehrheim                   | 1. August 1972          |                              |
| Oberreifenberg      | Zum Main-Taunus-Kreis      | 1. Oktober 1928         |                              |
| Pfaffenwiesbach     | Wehrheim                   | 31. Dezember 1971       |                              |
| Reichenbach         | Waldems (Untertaunuskreis) | 1. August 1972          | 1932/33 im Untertaunuskreis  |
| Riedelbach          | Weilnau                    | 1. Dezember 1970        |                              |
| Rod am Berg         | Neu-Anspach                | 1. Dezember 1970        |                              |
| Rod an der Weil     | Weilrod                    | 1. August 1972          |                              |
| Schmitten im Taunus |                            |                         |                              |
| Seelenberg          | Schmitten im Taunus        | 1. April 1972           |                              |
| Steinfischbach      | Waldems (Untertaunuskreis) | 1. August 1972          | 1932/33 im Untertaunuskreis  |
| Treisberg           | Schmitten im Taunus        | 1. August 1972          |                              |
| Usingen             |                            |                         |                              |
| Wehrheim            |                            |                         |                              |
| Weilnau             | Weilrod                    | 1. August 1972          | Gründung am 1. Dezember 1970 |
| Weiperfelden        | Zum Landkreis Wetzlar      | 1. Oktober 1932         |                              |
| Wernborn            | Usingen                    | 31. Dezember 1971       |                              |
| Westerfeld          | Neu-Anspach                | 31. Dezember 1971       |                              |
| Wilhelmsdorf        | Usingen                    | 1. August 1972          |                              |
| Winden              | Rod an der Weil            | 31. Dezember 1971       | 1932/33 im Oberlahnkreis     |
| Wüstems             | Waldems (Untertaunuskreis) | 1. August 1972          | 1932/33 im Untertaunuskreis  |

## Kfz-Kennzeichen
Am 1. Juli 1956 wurde dem Landkreis bei der Einführung der bis heute gültigen Kfz-Kennzeichen das Unterscheidungszeichen USI zugewiesen. Es wurde bis zum 31. Juli 1972 ausgegeben. Seit dem 2. Januar 2013 ist es im Hochtaunuskreis wieder erhältlich.